# Velodrom
Il Velodrom è un impianto sportivo della zona di Prenzlauer Berg, a Berlino. Ospita competizioni di ciclismo (tra cui ogni anno la celebre Sei giorni di Berlino), atletica leggera, tennis, nuoto ed è un'arena per concerti tra le maggiori della città con una capienza di oltre 12 000 persone.